# Złośliwy nowotwór osłonek nerwów obwodowych

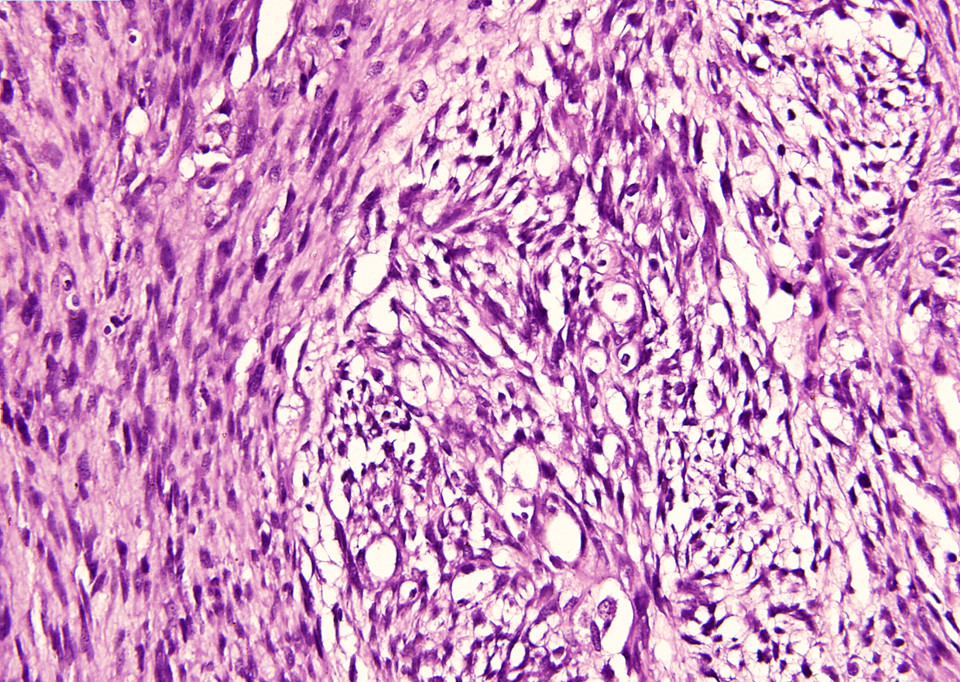
Obraz histologiczny guza MPNST piersi. Barwienie H-E, ×400.

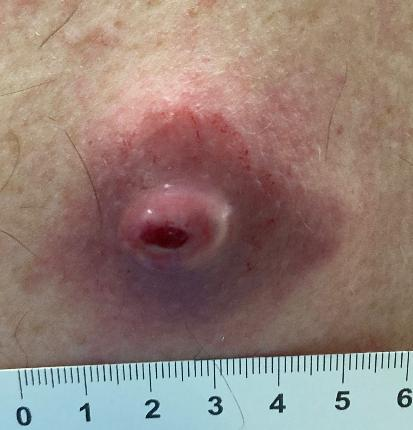
Złośliwy nowotwór osłonek nerwów obwodowych

Złośliwy nowotwór osłonek nerwów obwodowych (ang. malignant peripheral nerve sheath tumor, MPNST) – nowotwór złośliwy nerwów obwodowych, wywodzący się przypuszczalnie z komórek onerwia (perineurium). W około 50% przypadków występuje u pacjentów z nerwiakowłókniakowatością typu 1 (chorobą von Recklinghausena). Ryzyko rozwoju guza u pacjenta z NF1 w ciągu całego jego życia szacuje się na 7-12%. MPNST jest guzem o dużej złośliwości (IV° według WHO).